# Paranaguá Airport
Paranaguá Airport (engelska: Santos Dumont Airport, portugisiska: Aeroporto Santos Dumont) är en flygplats i Brasilien.   Den ligger i kommunen Paranaguá och delstaten Paraná, i den södra delen av landet, 1 100 km söder om huvudstaden Brasília. Paranaguá Airport ligger 5 meter över havet.
Terrängen runt Paranaguá Airport är mycket platt. Havet är nära Paranaguá Airport åt nordväst.Runt Paranaguá Airport är det ganska tätbefolkat, med 111 invånare per kvadratkilometer.. Närmaste större samhälle är Paranaguá, 2,7 km norr om Paranaguá Airport. 
I omgivningarna runt Paranaguá Airport växer i huvudsak städsegrön lövskog.